# Holmaseidholmen
Holmaseidholmen est une île norvégienne du comté de Vestland appartenant administrativement à Etne.

## Description
Rocheuse et couverte d'arbres, à fleur d'eau, elle s'étend sur environ 147 m de longueur pour une largeur approximative de 61 m. 